# Zdjęcie
Zdjęcie è un cortometraggio documentario polacco diretto nel 1968 da Krzysztof Kieślowski.

## Produzione
La fotografia, girato in coincidenza con il film per il diploma “Dalla città di Lodz”, è il primo vero lavoro realizzato da Kieslowski per conto della televisione polacca ed è stato mostrato in televisione una volta sola. Andato perduto per ben due volte, oltre ad essere uno dei più cari all'autore, è probabilmente quello che meglio raggiunge lo scopo del suo primo documentarismo, sempre alla ricerca dell'evento, di un inaspettato moto della realtà. L'idea nasce da una fotografia mostratagli dal suo insegnante Kazimierz Karabasz, che ritrae due fratelli rispettivamente di quattro e di sei anni, in posa con berretto e mitragliatore in un cortile di via Brzeska, nel quartiere Praga di Varsavia da poco liberato dai russi. Era il 1944.
Il giovane regista si propone di ritrovarli e insieme al suo maestro si mette sulle loro tracce, passando per vari uffici anagrafici e per i portoni di via Brzeska, ovviamente sempre seguito dalla macchina da presa. Kieslowski e la troupe trovano l'abitazione, bussano alla porta e sorprendono prima il più giovane dei due fratelli, che però non ricorda nulla della fotografia. Poco dopo arriva il più grande che nel vedere la fotografia piange, ricordando il momento in cui fu scattata: il giorno dell'entrata dei russi a Varsavia e della morte della madre. In questo caso l'evento più significativo del film, dunque il momento del pianto, è in qualche modo provocato dall'autore, che oltre ad essere un acuto spettatore del reale è anche un benevolo e discreto provocatore. L'autore spesso ha ricordato con grande piacere quel momento (evento), in cui si è sentito amato dal mondo (da ciò che circola sotto la scorza del mondo) e riamato dal cinema.